# Вацлав Пиларж
Вацлав Пиларж (на чешки: Václav Pilař) е чешки футболист, роден на 13 октомври 1988 г, играч на немския ФФЛ Волфсбург.

## Клубна кариера
Пиларж е юноша на чешкия ФК „Храдец Кралове“. Дебютира за Храдец във Втора лига през сезон 2006/07. В сезон 2009/10 Вацлав има голям принос за изкачването на отбора в Гамбринус лига, вкарвайки 10 гола. През сезон 2011/12 отива под наем във ФК „Виктория“, Пилзен. В края на 2011 г. Пиларж подписва контракт с немския „Волфсбург“. През януари 2012 г. е обявено, че той ще се присъедини към отбора през лятото.

## Национален отбор
Пиларж дебютира за националния отбор на Чехия на 4 юни 2011 г. и е част от състава на националния отбор за европейското първенство през следващата година. Вкарва гол в първия мач на отбора на Евро 2012.

### Голове
| #  | Дата            | Стадион                   | Противник  | Гол | Резултат | Състезание            |
| -- | --------------- | ------------------------- | ---------- | --- | -------- | --------------------- |
| 1. | 11 ноември 2011 | Дженерали Арена, Прага    | Черна гора | 1–0 | 2–0      | Плей-офф за Евро 2012 |
| 2. | 8 юни 2012      | Общински стадион, Вроцлав | Русия      | 1–2 | 1–4      | Евро 2012             |
| 3. | 12 юни 2012     | Общински стадион, Вроцлав | Гърция     | 2–0 | 2–1      | Евро 2012             |